# Llac Sevan
El llac Sevan (en armeni Սևանա լիճ, Sewvank = 'Monestir Negre', o "Գեղամա ծով" transcrit Gelamai; en turc Gokcha, Goktscha, Gokçe Tengiz, Gökçe Goñ o Gökçe Deniz) és el llac més gran d'Armènia a la província oriental de Gelarquniq. Rep 28 rius i el Hradzan s'emporta l'aigua cap a l'Araxes. Té una superfície original de 1.360 km² (el 5% de la superfície de la República d'Armènia) i un volum de 58 km³. Mesura 260 km de perímetre i està a 1.950 sobre el nivell del mar. El monument més famós de la rodalia és el monestir de Sevanavank prop de la ciutat de Sevan. Un altre monestir és Hayrivanq, més al sud.
El 1933 es va posar en marxa un projecte per reduir-lo i aprofitar-hi les terres, treballs que van acabar el 1949; però el projecte fou revisat a la mort de Stalin el 1956 i el 1962 es va rebaixar fins a 18 metres (inicialment n'eren previstos 55), però després va continuar baixant. Els treballs subsegüents iniciats el 1981 van quedar parats vers el 1989 a causa de la guerra amb l'Azerbaidjan per l'Alt Karabakh. El 2003 es van acabar els treballs i es va deixar el nivell a 20 metres per sota del seu nivell originari, però amb tendència a pujar. La superfície actual n'és de 940 km².

## Fauna

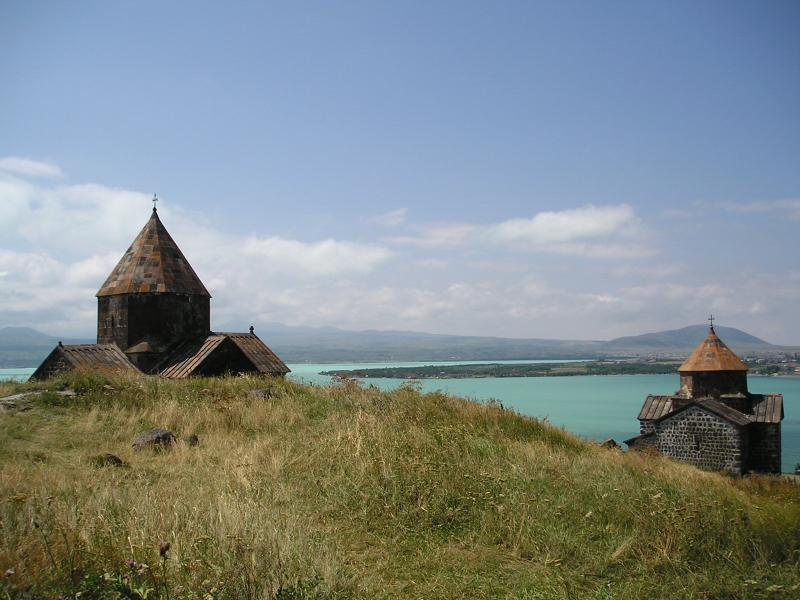
Llac Sevan

La truita de Sevan (Salmo ischchan) era una espècie endèmica del llac, constituint fins al trenta per cent dels peixos al llac, però va ser posada en perill a causa que s'hi van introduir alguns competidors, com el peix blanc comú (Coregonus lavaretus) provinent del llac Ladoga, la carpa daurada (Carassius auratus), i el cranc del Danubi (Astacus leptodactylus). Si la truita de Sevan està probablement a prop d'extingir-se al llac Sevan, la seva llar, sembla, però, que sobreviurà al llac Issyk-Kul (Kirguizistan), on va ser introduïda en la dècada de 1970.
Tanmateix, el llac és un lloc de cria important per a la gavina armènia (Larus armenicus) amb prop de 4000 a 5000 parelles. Altres ocells que visiten el llac inclouen el cigne petit (Cygnus columbianus), l' oca riallera petita (Anser erythropus), l' ànec roig (Netta rufina), l' ànec bru (Aythya nyroca) i la gavina capnegra grossa (Larus ichthyaetus).
El mufló pateix un gran declivi en la seva població a causa de la pèrdua del seu hàbitat. Un altre visitant del llac que està en perill és el lleopard de Pèrsia (Panthera pardus saxicolor).